# King Charles III (film)
King Charles III è un film TV inglese del 2017, basato sull'omonima opera teatrale del 2014. Il film condivide con il dramma teatrale il regista, Rupert Goold, lo sceneggiatore, Mike Bartlett, e gran parte del cast, incluso Tim Pigott-Smith, morto circa un mese e mezzo prima che il film fosse trasmesso, nel ruolo di Carlo III del Regno Unito. Inoltre, il film è parimenti strutturato come un dramma shakespeariano e scritto in versi sciolti. 
Ambientato in un futuro alternativo in cui Carlo III, che all'epoca dell'uscita del film era ancora Principe di Galles, è salito al trono in circostanze diverse da quelle reali del 2022, il film è incentrato sul dramma politico legato al suo primo, controverso atto come re. 
Il film è stato trasmesso nel Regno Unito il 10 maggio 2017 sulla BBC Two, e negli Stati Uniti il 14 maggio sulla PBS Masterpiece. Una versione DVD è stata rilasciata il 15 maggio 2017. Dopo la morte della Regina Elisabetta II e la conseguente salita al trono di Carlo l'8 settembre 2022, il film è stato rimosso dalla piattaforma streaming della BBC. 
Sebbene accolto in modo controverso, il film ha ottenuto ottime recensioni dalla critica specializzata ed è stato candidato a due British Academy Television Awards 2018, uno per il miglior dramma singolo e uno postumo per Pigott-Smith come migliore attore.

## Trama
Dopo aver assistito ai funerali di sua madre, la regina Elisabetta II, Carlo, ora nuovo re con il nome di Carlo III, presiede la sua prima riunione settimanale con il primo ministro, Tristan Evans, il quale gli annuncia che la nuova legge saltuaria atta a controllare la stampa ha ottenuto il voto della Camera dei Comuni e di quella dei Lord e che manca solo il consenso reale del Re perché entri in vigore. Carlo esprime preoccupazione per la limitazione della libertà di stampa e la conseguente possibilità di censura e chiede al ministro di modificare la legge, cosa che egli rifiuta, al che Carlo capisce di essere per il Primo ministro un semplice figurante le cui opinioni come Re non hanno alcun peso effettivo. Subito dopo, Carlo riceve anche la signora Stevens, leader dell'opposizione (una novità da lui introdotta per assicurare un maggior equilibrio fra i partiti del governo e la Corona), la quale sottilmente gli suggerisce far valere le antiche prerogative reali e di non firmare la legge. 
Nel mentre, il principe Harry, figlio minore di Carlo, s'innamora di Jessica "Jess" Edwards, una ragazza afro-inglese e repubblicana della classe operaia, e la relazione lo convince a tentare di lasciare la famiglia reale, dopo che lei gli fa notare che, con la nascita dei suoi nipoti George e Charlotte, figli di suo fratello maggiore, ed erede al trono, William, lui non è più neppure "l'erede di scorta", e che il suo ruolo è e sarà sempre e solo quello di essere un bersaglio per la stampa, senza ricevere nessun credito nella sua famiglia. La ragazza è però ricattata dal suo ex, Finn, il quale, scoperto dai giornali che ha una relazione con il principe, minaccia di vendere alla stampa scandalistica delle sue foto sessualmente compromettenti. La ragazza cerca aiuto dal coordinatore della stampa reale, James Reiss, che però, disapprovandola come compagna di Harry, glielo nega e le suggerisce invece di lasciare il principe. 
Rispettivamente a Buckingham Palace e a Kensington Palace, sia Carlo che William, ora Principe di Galles, hanno una visione di Diana, la defunta ex moglie di Carlo e madre di William e Harry, che promette a ciascuno dei due che diventerà "il migliore dei re". Carlo decide allora di rifiutare il consenso alla legge. Il primo ministro, dopo essersi consultato con la Stevens, che nasconde di essere stata lei a spingere il re a non farlo, tenta nuovamente di convincere il re a firmare e, davanti a un nuovo rifiuto, indice una seduta straordinaria del Parlamento per abolire il consenso reale e approvare comunque la legge, ma Carlo, facendo nuovamente uso delle sue prerogative reali, da tempo inutilizzate ma ancora valide, scioglie il Parlamento e indice nuove elezioni. Seppur riluttante, il Presidente della Camera appoggia il re e vieta il proseguimento dei lavori. 
L'opinione pubblica si divide e scoppiano disordini in tutto il paese, compresa Londra, a cui Carlo risponde schierando l'esercito a difesa del Palazzo, acuendo la tensione fra Corona, governo e popolo. Allo stesso tempo, offre protezione a Jess, il cui ex ha rilasciato le foto, e concede a Harry il permesso di lasciare la famiglia reale e sposarla come un cittadino comune. Nel frattempo, il primo ministro ha una serie di incontri con William, che non ritiene corretto intromettersi, non volendo mettersi contro il padre, ma sua moglie Catherine, preoccupata di perdere l'occasione di diventare un giorno regina, chiede al marito di mediare fra suo padre e il parlamento per risolvere la situazione, giungendo a suggerire di forzare il re ad abdicare a favore di William per preservare la Corona, ricordandogli che loro due, una coppia giovane, innamorata e con due figli piccoli, sono molto più popolari del vecchio e divisivo Carlo, su cui ancora aleggia il ricordo amaro della fine del suo disastroso matrimonio con Diana e della sua tragica morte. Alla fine, seppur con riluttanza, William accetta, organizzando una conferenza stampa alle spalle del padre, con cui ha poi un acceso scontro che rivela anni di rancori repressi da ambo le parti. Alla fine, William chiede davvero al padre di abdicare in suo favore: lui firmerà la legge e ripristinerà lo status quo, nella speranza di sedare i disordini, riappacificarsi col governo e salvare la monarchia dalla caduta. Carlo vorrebbe rifiutare, ma William gli dice di avere il supporto di Harry e Catherine: se non abdica, non vedrà più né i figli, né la nuora né i nipoti. Di fronte alla prospettiva di restare solo, Carlo, malgrado il supporto di Camilla, la sua amata seconda moglie, accetta con rabbia di cedere il trono a William. 
Qualche mese dopo, il piano di William si rivela aver avuto successo: la monarchia è salva ed è il giorno dell'incoronazione sua e di Catherine come re e regina consorte, fra le acclamazioni del popolo. Prima che inizi la cerimonia nell'Abbazia di Westminster, Harry comunica a Jess, che si era presentata all'Abbazia come sua fidanzata solo per scoprire di non essere inclusa nella lista degli ospiti, che William gli ha chiesto di interrompere la loro relazione, perché lei è ritenuta pericolosa per l'appena ritrovata stabilità della Corona, e di tornare al suo ruolo di "principe di serie B", e che lui ha acconsentito, scegliendo la fedeltà al fratello piuttosto che l'amore per lei. Jess, sconvolta, se ne va in lacrime fra la folla in festa. Durante la cerimonia, Harry vedrà anche lui per un attimo il fantasma della madre, che lo guarda delusa.
Il film si conclude con la solenne incoronazione dei nuovi sovrani. Nel momento culmine, è Carlo stesso, in uno scatto di rabbia e amarezza, a incoronare suo figlio con la Corona Imperiale di Stato al posto dell'Arcivescovo di Canterbury, per poi allontanarsi mentre la folla inneggia al nuovo re con la tradizionale formula "God save the King!" ("Dio salvi il Re!).

## Personaggi e interpreti

### Famiglia Reale britannica
- Carlo III, interpretato da Tim Pigott-Smith. Figlio maggiore di Elisabetta II e nuovo re del Regno Unito.
- William, principe di Galles, poi Re William V, interpretato da Oliver Chris. Figlio maggiore di Carlo e della sua prima moglie Diana Spencer e quindi erede al trono.
- Principe Harry, interpretato da Richard Goulding. Figlio minore di Carlo e Diana.
- Catherine, principessa di Galles, poi Regina Catherine, interpretata da Charlotte Riley. Moglie di William e madre dei suoi due figli, George e Charlotte.
- Regina Camilla, interpretata da Margot Leicester. Seconda moglie di Carlo e sua regina.
- Diana Spencer, interpretata da Katie Brayben. Prima moglie di Carlo, da cui divorziò nel 1996, madre di William e Harry. Morta nel 1997, compare brevemente come apparizione al suo ex marito e ai suoi due figli.

### Politici e personaggi pubblici
- Tristan Evans, interpretato da Adam James. Primo ministro e leader del governo britannico, promotore della legge sulla limitazione della libertà di stampa.
- Mrs Stevens, interpretata da Priyanga Burford. Leader dell'opposizione.
- Douglas Rowe, interpretato da Ian Redford. Presidente della Camera dei Comuni.
- Arcivescovo di Canterbury, interpretato da John Shrapnel.
- Sir Matthew, interpretato da Rupert Vansittart. Generale dell'esercito.

### Altri
- James Reiss, interpretato da Tim McMullan. Coordinatore della stampa reale di Buckingham Palace.
- Jessica "Jess" Edwards, interpretata da Tamara Lawrance. Repubblicana della classe operaia, ha una relazione col Principe Harry.
- Coottsey, interpretato da Max Bennett. L'amico che presenta Jess a Harry.
- Spencer, interpretato da Parth Thakerar. Un amico di Harry.
- Bob, interpretato da Tom Mothersdale. Coinquilino di Jess e suo compagno nella lotta repubblicana.
- Paul, interpretato da Nyasha Hatendi. Proprietario di un ristorante da asporto.

La maggior parte del cast ha ripreso i propri ruoli nel il film dopo averli già interpretati nelle versioni teatrali messe in scena ad Almeida, West End e Broadway, con alcune eccezioni: a teatro, Catherine era interpretata da Lydia Wilson, Jess da Tafline Steen, Reiss da Nick Sampson e poi da Miles Richardson e infine Mrs Stevens, Mr Stevens nella versione teatrale, da Nicholas Rowe poi da Anthony Calf. Inoltre, nella versione teatrale Nyasha Hatendi ricopriva più ruoli, fra cui Paul, Spencer e l'Arcivescovo. Nelle produzioni seguenti, è stato sostituito da Parth Thakerar.

## Accoglienza
Il film fu accolto in maniera controversa dall'opinione pubblica, tanto per i suoi contenuti quanto per la trasmissione sulla BBC, l'emittente nazionale britannica. 
Rosa Monckton, amica intima di Diana Spencer, ha criticato il film sul Mail on Sunday, definendolo "irrispettoso" a causa di un dialogo dove Jess metteva in dubbio la paternità di Harry, mentre Kate Maltby, sul Financial Times, ne ha ben parlato e ha criticato l'articolo del Mail come "artificioso e fabbricato ad arte". 
Sempre sul Mail, il deputato conservatore Andrew Bridgen ha definito il film "sgradevole per molti contribuenti, e degradante per la nostra famiglia reale", definendosi dispiaciuto che "la BBC abbia deciso di promuovere una tale fantasia". Allo stesso modo, Gerald Howarth, ex ministro della difesa conservatore, ha detto sul Daily Telegraph: "è straordinariamente insensibile e ipocrita che un'istituzione così consumata dal politicamente corretto come la BBC abbia ritenuto opportuno mandare in onda un prodotto che non solo rappresenta la morte della nostra attuale sovrana ma attribuisce l'abdicazione del seguente a un complotto della Duchessa [Catherine, all'epoca nota come Duchessa di Cambridge], uno dei pochi membri della famiglia reale di origini popolari, che è qui rappresentata come un'arrampicatrice sociale interessata". 
Al contrario John Whittingdale, ex segretario alla cultura e anche lui conservatore, ha difeso il film, scrivendo sul Daily Telegraph: "se la BBC commissiona un prodotto di tale livello, il contenuto non dovrebbe essere un problema. Il dramma di alta qualità è da sempre un punto cardine dell'intrattenimento sul servizio pubblico. Alcuni miei colleghi diventano un po' isterici per cose di questo tipo, ma non credo che la regina sia minimamente offesa".
Dopo la trasmissione, i giornali The Daily Express, The New York Times e The Belfast Telegraph hanno pubblicato una serie di commenti degli spettatori, dando maggior spazio e rilievo a quelli che lodavano la recitazione degli interpreti e chiedevano un BAFTA postumo per Pigott-Smith.
La trasmissione in diretta sulla BBC ha raccolto oltre 1,8 milioni di spettatori, e il film è stato poi aggiunto al servizio in streaming della rete, da cui è stato rimosso dopo la morte di Elisabetta II a fine 2022, quando Carlo è salito effettivamente al trono.

### Recensioni
Jasper Rees, che ha recensito lo spettacolo per il Daily Telegraph, ha dato al film cinque stelle, lodando la recitazione, la sceneggiatura e la trama, concludendo con l'augurio che la sceneggiatura in versi di Bartlett possa aver spinto qualche spettatore a voler incontrare Lady MacBeth, Re Lear, Bruto e il principe Hal. 
Mark Lawson, per il Guardian, ha scritto che, mentre prima della trasmissione l'impressione generale era che Goold e Bartlett sarebbero stati convocati per essere trascinati alla Torre per tradimento, a film trasmesso la convocazione più probabile sembrava essere quella per il palco dei BAFTA, per premiare una delle produzioni della BBC più brillanti e audaci. Ha anche osservato che il ritratto di Carlo di Pigott-Smith era piuttosto lusinghiero, evitando la meschinità, la freddezza e l'auto-indulgenza che detrattori e biografi gli attribuiscono invece di frequente. Ha concluso dicendo che King Charles III è sia un affronto per coloro che credono che la monarchia vada sempre e solo riverita, soprattutto dalla BBC, che un dramma di altissima qualità per recitazione, scrittura e regia, e che le due visioni possono coesistere, citando un giornale che, nella stessa pagina, pubblicò sia una critica feroce contro la BBC per aver trasmesso un film che riprendeva le voci sulla paternità del principe Harry che una recensione a cinque stelle del film stesso. 
Stewart Pringle, su The Stage, ha dato una recensione complessivamente positiva, in particolare della recitazione e della trama intelligente, tuttavia ha osservato come recitare monologhi in versi di fronte a una telecamera restituisca un effetto diverso e anacronistico rispetto al farlo di fronte a un pubblico dal vivo. 